# Drapetis inermis
Drapetis inermis är en tvåvingeart som beskrevs av Axel Leonard Melander 1918. Drapetis inermis ingår i släktet Drapetis och familjen puckeldansflugor. Inga underarter finns listade i Catalogue of Life.